# スコット・ライディ
ドナルド・スコット・ライディ（Donald Scott Lydy , 1968年10月26日 - ）は、アメリカ合衆国アリゾナ州出身の元プロ野球選手（外野手）。

## 来歴・人物
1989年のMLBドラフト2巡目（全体の56番目）でオークランド・アスレチックスに指名され契約。1993年にメジャーデビューを果たすが、メジャー経験はこのシーズンだけで長らくマイナー生活が続いた。1996年に福岡ダイエーホークスへ入団。開幕前には前年まで2年間在籍したケビン・ライマーの残留が決まっていたが、「走攻守三拍子揃った野手」という触れ込みのライディをダイエー側はとり、ライマーは解雇された。背番号はライマーが着けていた47となった。
シーズンに入ると前年までライマーが守っていた右翼手で起用された。6月半ば頃から故障で欠場がちになるが、代わりに外野に入った大道典良が巧打を見せたため、後半戦は故障が治っていても二軍生活が続き、シーズン終了後に解雇となった。
以降はマイナーリーグや独立リーグでプレーし、2001年に引退。その後、2007年に独立リーグで現役復帰したが、1年限りで再び引退した。

## 詳細情報

### 年度別打撃成績
| 年 度    | 球 団    | 試 合 | 打 席 | 打 数 | 得 点 | 安 打 | 二 塁 打 | 三 塁 打 | 本 塁 打 | 塁 打 | 打 点 | 盗 塁 | 盗 塁 死 | 犠 打 | 犠 飛 | 四 球 | 敬 遠 | 死 球 | 三 振 | 併 殺 打 | 打 率 | 出 塁 率 | 長 打 率 | O P S |
| -------- | -------- | ----- | ----- | ----- | ----- | ----- | -------- | -------- | -------- | ----- | ----- | ----- | -------- | ----- | ----- | ----- | ----- | ----- | ----- | -------- | ----- | -------- | -------- | ----- |
| 1993     | OAK      | 41    | 111   | 102   | 11    | 23    | 5        | 0        | 2        | 34    | 7     | 2     | 0        | 0     | 0     | 8     | 0     | 1     | 39    | 1        | .225  | .288     | .333     | .622  |
| 1996     | ダイエー | 81    | 285   | 249   | 29    | 70    | 11       | 1        | 7        | 104   | 29    | 11    | 4        | 3     | 2     | 28    | 1     | 3     | 60    | 2        | .281  | .358     | .418     | .776  |
| MLB：1年 | MLB：1年 | 41    | 111   | 102   | 11    | 23    | 5        | 0        | 2        | 34    | 7     | 2     | 0        | 0     | 0     | 8     | 0     | 1     | 39    | 1        | .225  | .288     | .333     | .622  |
| NPB：1年 | NPB：1年 | 81    | 285   | 249   | 29    | 70    | 11       | 1        | 7        | 104   | 29    | 11    | 4        | 3     | 2     | 28    | 1     | 3     | 60    | 2        | .281  | .358     | .418     | .776  |

### 記録
NPB
- 初出場・初先発出場：1996年3月31日、対福岡ダイエーホークス1回戦（千葉マリンスタジアム）、7番・右翼手で先発出場
- 初安打・初本塁打・初打点：1996年3月31日、対福岡ダイエーホークス2回戦（千葉マリンスタジアム）、2回表に小宮山悟から左越ソロ

### 背番号
- 49 （1993年）
- 47 （1996年）